# Dritan Prifti
Dritan Prifti (ur. 27 sierpnia 1968 w Beracie, zm. 12 października 2017 w Tiranie) - polityk Socjalistycznego Ruchu Integracji minister gospodarki, handlu i energii Albanii w latach 2009-2010.

## Życiorys
W 2009 roku uzyskał mandat posła do Zgromadzenia Albanii. Miał duży wpływ na stworzenie koalicji Socjalistycznego Ruchu Integracji z Demokratyczną Partią Albanii w wyborach parlamentarnych, które się odbyły w tym roku.
W latach 2009–2010 piastował funkcję ministra gospodarki, handlu i energii Albanii.
Zmarł 12 października 2017 roku z powodu białaczki.